# Jag är din, Gud
Jag är din, Gud är en körsång med text och musik av Herbert Booth. 

## Publicerad i
- Frälsningsarméns sångbok 1929 i körsångsdelen under rubriken "Bön".
- Frälsningsarméns sångbok 1968 som nr 146 i körsångsdelen under rubriken "Jubel, Strid Och Erfarenhet".
- Frälsningsarméns sångbok 1990 som nr 839 under rubriken "Glädje, vittnesbörd, tjänst".